# Deusa
Deusa (en népalais : देउसा) est un comité de développement villageois du Népal situé dans le district de Solukhumbu. Au recensement de 2011, il comptait 4 130 habitants.